# Lembit Oll
Lembit Oll (ur. 23 kwietnia 1966 w Kohtla-Järve, zm. 16 maja 1999 w Tallinnie) – estoński szachista, arcymistrz od 1992 roku.

## Życiorys
W latach 80. należał do czołówki radzieckich szachistów młodego pokolenia. W roku 1982 zdobył tytuł mistrza Estonii, a w 1984 tytuł mistrza ZSRR juniorów, reprezentował również ten kraj w mistrzostwach świata oraz Europy juniorów. Po rozpadzie Związku Radzieckiego odniósł szereg międzynarodowych sukcesów, zwyciężając bądź dzieląc I miejsca w m.in. Espoo, Tallinnie i Helsinkach (1989), Terrassie (1990), Sydney i Helsinkach (1991), Sewilli (1992), Wilnie, Hadze i Antwerpii (1993), Nowym Jorku (1994, wraz z Jaanem Ehlvestem), Helsinkach i Rydze (1995), Sankt Petersburgu (1996) oraz Køge, Hoogeveen i Szeged (1997). W roku 1997 wystąpił w Groningen na mistrzostwach świata rozgrywanych systemem pucharowym, awansując do rundy III, w której przegrał z Władysławem Tkaczewem (wcześniej wyeliminował Margeira Peturssona oraz Aleksandra Morozewicza). Był podstawowym zawodnikiem reprezentacji Estonii: w latach 1992–1998 czterokrotnie wystąpił na szachowych olimpiadach, a w 1997 na drużynowych mistrzostwach Europy, za każdym razem grając na I lub II szachownicy.
Pod koniec lat 90. należał do szerokiej światowej czołówki, osiągając 1 stycznia 1998 r. ranking 2655, co odpowiadało wówczas 24. miejscu na światowej liście FIDE. 
16 maja 1999 r. popełnił samobójstwo, skacząc z IV piętra budynku w Tallinnie. Był to efekt depresji, w którą wpadł po rozwodzie. Pochowany jest w Tallinnie, niedaleko grobu Paula Keresa.